# Else Hansen

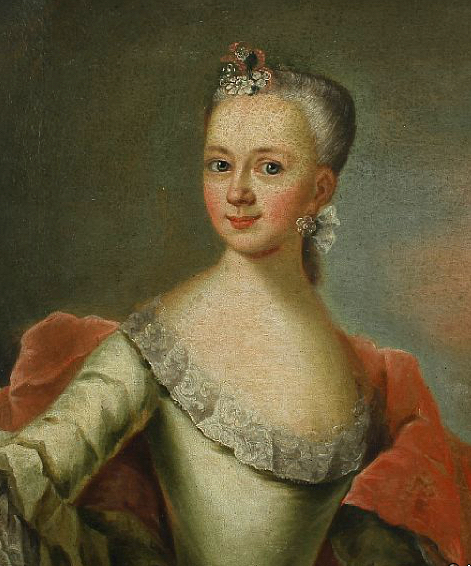
Madam Hansen.

"Else" Cathrine Marie Mahs Hansen, senare adlad de Hansen, känd som Madam Hansen, född 1720, död 4 september 1784, var älskarinna till kung Fredrik V av Danmark. Paret fick fyra döttrar och en son.
Else Hansen blev kungens älskarinna senast vid tiden för hans tronbestigning år 1746. Enligt vissa teorier var hon samma kvinna som kammarherre Tillish år 1743 försåg den dåvarande tronföljaren med då han ombads komma med en oskuld, och som ryktades vara Tillish syster: denna teori har dock tillbakavisats. Fredrik V hade ett stort antal älskarinnor, av vilka ingen fick en officiell ställning som mätress, utan inhystes i olika hus runtom Köpenhamn och fick livstidspensioner efter att förbindelsen avslutat. Enligt uppgifter från bland annat Dorothea Biehl, ska dessa ha deltagit i orgier med kungen och hans vänner där de fick dansa nakna på bord och därefter piskats tills de blödde av den berusade monarken. Else Hansen fick liksom dessa övriga älskarinnor ett underhåll och en bostad i Köpenhamn, men hon skilde sig från det övriga som den enda långvariga älskarinnan, och hon är även den som har blivit mest välbekant. Hansen visade sig inte öppet vid hovet, men förbindelsen var ändå välkänd av samtiden. Hon begav sig regelbundet till herrgården Ulriksholm för att föda kungens barn, något som också uppmärksammades. Det är bekräftat att alla utom hennes två första barn föddes där. Efter 1752 tycks relationen ha avslutats. Hansen bosatte sig då på en gård i närheten av Ulriksholm med officiell status som änka efter en sjökapten Hansen. 
Hansen blev adlat till de Hansen, men ätten dog ut med hennes son. Efter Fredriks död 1766 ägde hon godset Klarskov på Fyn, där hon levde till sin död även efter att hon hade sålt den 1774. 
På Frederiksborgmuseet finns tre porträtt av Hansen målade av Jens Thrane den yngre från 1764.
Barn
- Frederikke Margarethe de Hansen (1747 - 26 mars 1802), gift 1763 med Frederik Wilhelm von Destinon
- Frederikke Catherine de Hansen (17 juni 1748 - 2 maj 1822 i Korsør), gift 1764 med Hans Frederik von Lützau (död 1789)
- Anna Marie de Hansen (20 juli 1749 - februari 1812), gift först 1767 (och skild 1771) med Peter Fehmann, andra gången med Peter van Meulengracht (död 1812)
- Sophie Charlotte de Hansen (18 juni 1750 - 24 december 1779), gift 1767 med Henri Alexis d'Origny (död 1794)
- Ulrik Frederik de Hansen (september 1751 - februari 1752)